# مارينا سكورومنيكوفا
مارينا سكورومنيكوفا (بالروسية: Мари́на Петро́вна Скоро́мникова؛ 26 مايو 1936 - 1 مارس 2021) كانت ممثلة مسرحية سوفيتية وروسية ومخرجة. درست في جامعة ولاية إيفانوفو. حصلت على العديد من الجوائز.
توفيت سكورومنيكوفا في 1 مارس 2021 عن 84 عامًا.